# 白脸噪鹛
白脸噪鹛（学名：Pterorhinus vassali），是画眉科噪鹛属的一种，分布于越南、老挝和柬埔寨。该物种的保护状况被评为无危。
白脸噪鹛的栖息地包括亚热带或热带的湿润低地林、亚热带或热带的（低地）湿润疏灌丛和亚热带或热带的湿润山地林。